# Aloe ramifera
Aloe ramifera é uma espécie de liliopsida do gênero Aloe, pertencente à família Asphodelaceae.